# Matthew Parker

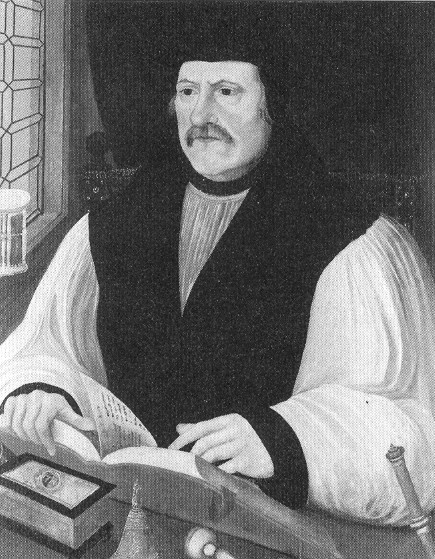
Matthew Parker

Matthew Parker (* 6. August 1504 in Norwich; † 17. Mai 1575 in Lambeth) war Erzbischof von Canterbury (1559–1575) und Reformator von England.

## Leben und Wirken
Er wurde als ältester Sohn von William Parker und Alice geb. Monins geboren.  Seine Mutter war möglicherweise mit Thomas Cranmer durch eine Ehe in ihrer Verwandtschaft familiär verbunden.  Nach dem Tod von William Parker, etwa um 1516, heiratete seine Witwe John Baker, der dadurch Stiefvater von Matthew Parker wurde.  Parker besuchte ab 1522 das Corpus Christi College in Cambridge.  Es wird zwar gesagt, er studierte zeitgleich mit William Cecil; dies erscheint jedoch unwahrscheinlich, da Cecil zu der Zeit nur zwei Jahre alt war.  Sein Studium beendete er 1525, und er wurde zum Diakon im April 1527 und zum Priester zwei Monate später geweiht.
Im September des Jahres 1528 wurde er zu einem Fellow von Corpus Christi College gewählt und nahm ein Magisterstudium dort wieder auf.  Er gehörte zu den Wissenschaftlern in Cambridge, die Thomas Wolsey an seine neu begründete „Cardinal College“ in Oxford versetzen wollte.  Wie Cranmer, lehnte auch Parker diese Einladung ab.  Zwischenzeitlich stand er nämlich unter dem Einfluss der Cambridge Reformatoren, und nach der Anerkennung von Anne Boleyn als Königin wurde er zu ihrem Kaplan ernannt.  Durch ihren Einfluss wurde er 1535 Dekan des Colleges der „secular canons“ zu Stoke-by-Clare.
Am 1. August 1559 wurde Parker zum Erzbischof von Canterbury gewählt, aber es erwies sich als schwierig, die notwendigen vier Bischöfe zu finden, die ihn weihen wollten und konnten, so dass er erst am 19. Dezember durch William Barlow, ehemals Bischof von Bath and Wells, John Scory, ehemals Bischof von Chichester, Miles Coverdale, ehemals Bischof von Exeter, und John Hodgkins, Bischof von Bedford, in Lambeth geweiht wurde.
Parker vermied es, in die weltliche Politik verwickelt zu werden, und wurde auch nie Geheimrat unter Königin Elizabeth.  Auch die Kirchenpolitik war für ihn Anlass verschiedener Schwierigkeiten.  Manche der eher calvinistischen Reformatoren forderten Änderungen in der Liturgie und zumindest die Option, bestimmte Kleidungsstücke nicht tragen zu müssen.

## Nachleben
In die Musikgeschichte eingegangen ist der Erzbischof durch Thomas Tallis’ Tunes for Archbishop Parker’s Psalter. Das dritte Gesangsstück aus dieser Sammlung, das auf dem 2. Psalm basierende Why fum’th in sight, diente wiederum dem Komponisten Ralph Vaughan Williams als Vorlage für eine seiner populärsten Melodien, die Fantasia on a Theme by Thomas Tallis.
Auch die Parker Library in Cambridge ist nach Matthew Parker benannt.